# Campionat d'Europa de velocitat per equips femení
El Campionat d'Europa de velocitat per equips femenins és el campionat d'Europa de Velocitat per equips, en categoria femenina, organitzat anualment per la UEC. Es porten disputant des del 2010 dins els Campionats d'Europa de ciclisme en pista.

## Pòdiums de les Guanyadores
| Proves | Or                                                | Plata                                                           | Bronze                                                                       |
| 2010   | França · Sandie Clair · Clara Sanchez             | Regne Unit · Victoria Pendleton · Jessica Varnish               | Alemanya · Kristina Vogel · Miriam Welte                                     |
| 2011   | Regne Unit · Victoria Pendleton · Jessica Varnish | Ucraïna · Liubov Xulika · Olena Tsos                            | Alemanya · Kristina Vogel · Miriam Welte                                     |
| 2012   | Lituània · Gintarė Gaivenytė · Simona Krupeckaitė | Rússia · Dària Xmeliova · Anastassia Vóinova                    | França · Olivia Montauban · Sandie Clair                                     |
| 2013   | Rússia · Elena Brejniva · Olga Streltsova         | Alemanya · Kristina Vogel · Miriam Welte                        | Regne Unit · Rebecca James · Jessica Varnish                                 |
| 2014   | Rússia · Elena Brejniva · Anastassia Vóinova      | Alemanya · Kristina Vogel · Miriam Welte                        | Països Baixos · Elis Ligtlee · Shanne Braspennincx                           |
| 2015   | Rússia · Dària Xmeliova · Anastassia Vóinova      | Alemanya · Kristina Vogel · Miriam Welte                        | Països Baixos · Elis Ligtlee · Laurine van Riessen                           |
| 2016   | Rússia · Anastassia Vóinova · Dària Xmeliova      | Espanya · Tania Calvo · Helena Casas                            | Lituània · Simona Krupeckaitė · Miglė Marozaitė                              |
| 2017   | Rússia · Anastassia Vóinova · Dària Xmeliova      | Alemanya · Kristina Vogel · Miriam Welte · Pauline Grabosch (q) | Països Baixos · Kyra Lamberink · Shanne Braspennincx · Hetty van de Wouw (q) |